# Macrogena truncata
Macrogena truncata är en kvalsterart som först beskrevs av P. Balogh 1985.  Macrogena truncata ingår i släktet Macrogena och familjen Ceratozetidae. Inga underarter finns listade i Catalogue of Life.